# Dorin Recean
Dorin Recean (n. 17 martie 1974, Dondușeni) este un politician din Republica Moldova, prim-ministrul Republicii Moldova (din 16 februarie 2023) și fost ministru de interne în 2012-2015.

## Biografie

### Copilărie și studii
Dorin Recean s-a născut la data de 17 martie 1974, într-o familie de intelectuali din satul Mîndîc (pe atunci Livădeni), raionul Drochia, RSS Moldovenească (astăzi Republica Moldova). Tatăl său, Pavel Recean a fost profesor de fizică și matematică, iar mama sa, Eliza Recean, învățătoare de clasele primare. Dorin Recean a copilărit și a învățat la Școala medie de 10 clase din satul Mîndîc.
În 1996 a absolvit Academia de Științe Economice din Moldova, fiind licențiat în drept în managementul afacerilor internaționale. Apoi a obținut o diplomă de master în administrarea afacerilor de la filiala din Belgia a Universității Internaționale Newport în 2000.

### Carieră
Dorin Recean a fost ministru al Afacerilor Interne al Republicii Moldova din 24 iulie 2012 până la 10 decembrie 2014, El a devenit primul ministru de Interne civil din Republica Moldova, după ce l-a înlocuit pe Alexei Roibu (2011 - 2012). Anterior, a fost și viceministru al Tehnologiei Informațiilor și Comunicațiilor.
Recean a fost unul dintre primii politicieni care au vorbit despre dosarul de la Interpol privind numele lui Vladimir Plahotniuc, în ceea ce privește cazul "Pădurea Domnească". Acest dosar a dus la demisia guvernului Filat în martie 2014.
Înainte de cariera sa politică, Recean a fost lector la Academia de Științe Economice, pe care el a absolvit-o în 2007. Între 2000 și 2012 a predat și la Universitatea Internațională Newport din Chișinău. În 2010, a fost numit viceministru al Tehnologiei Informațiilor și Comunicațiilor, unde a fost responsabil de implementarea pașapoartelor biometrice în cadrul planului de liberalizare a regimului de vize între Republica Moldova și Uniunea Europeană.
În iulie 2012, Recean a fost numit ministru de Interne în guvernul condus de Vlad Filat, iar după căderea guvernului Filat, în mai 2013, el a rămas ministru de Interne în noul guvern condus de Iurie Leancă.
În calitate de ministru al afacerilor interne, Dorin Recean a avut o conversație telefonică cu Nicolae Vicol, șeful Serviciului de Stat. În înregistrare, Recean îi dădea indicații șefului FISC, spunându-i la un moment dat „dă-l și eu am să-l trăsnesc cu capul de asfalt și am să-l trăsnesc cu capul de perete”, referindu-se la o altă persoană. Recean a recunoscut că acest fragment face parte dintr-o discuție mai amplă și l-a acuzat pe Plahotniuc că ar fi comandat înregistrarea. El s-a apărat, afirmând că încerca să oprească un abuz și că nu a folosit un limbaj injurios.
După alegerile din noiembrie 2014 s-a retras din politică și și-a creat propria afacere.
În februarie 2022, el a fost desemnat de Maia Sandu consilier prezidențial pe probleme de securitate și secretar general al Consiliului Suprem de Securitate al Republicii Moldova. În timpul escaladării tensiunilor din Transnistria în timpul războiului din Ucraina, Recean a discutat la Varnița cu liderul separatist Vadim Krasnoselski.
Revenirea sa în politică în februarie 2022 a fost comentată de anumiți actori politici, care au susținut că s-a încercat testarea populației, lui Recean urmând să i se ofere o funcție mult mai înaltă în stat. Numele său a fost speculat ca un posibil șef al SIS-ului, fapt care nu s-a întâmplat. De multe ori, numele său a fost vehiculat ca un posibil candidat la postul de prim-ministru al Republicii Moldova.
A fost nominalizat (și apoi a câștigat nominalizarea) printre cei cinci oameni publici din Republica Moldova propuși la premiul Om de Cuvânt.  Premiul a fost instituit de Editura Cartier ca o recunoaștere publică a unui om de cuvânt.
„Premiul se acordă unui om de cuvânt. Care se ține de cuvânt, care promovează cărțile, care participă la evenimentele Librăriilor Cartier în calitate de invitat sau oaspete, cumpără cărți din Librăriile Cartier, știe ce cărți cumpără, știe greutatea cuvântului, știe când, cum și unde să-l spună.”

## Viață personală
Dorin Recean este căsătorit cu Silvia și are doi copii.
În afară de română, cunoaște limbile rusă, franceză și engleză.